# اوشی-لا-مونتانی
اوشی-لا-مونتانی (به فرانسوی: Auchy-la-Montagne) یک کمون در فرانسه است که در canton of Crèvecœur-le-Grand واقع شده‌است. اوشی-لا-مونتانی ۸٫۰۵ کیلومتر مربع مساحت دارد ۱۷۳ متر بالاتر از سطح دریا واقع شده‌است.